# Amathia woodsii
Amathia woodsii is een mosdiertjessoort uit de familie van de Vesiculariidae. De wetenschappelijke naam van de soort is, als Serialaria woodsii, voor het eerst geldig gepubliceerd in 1879 door Goldstein.